# Football Club Monthey
Maillots
Le Football Club Monthey est un club suisse de football basé à Monthey et fondé en 1910. Il évolue actuellement au sein de la 1re ligue suisse.
Dans son histoire, le FC Monthey a joué en Ligue nationale B (deuxième division) et est aujourd'hui reconnu pour sa formation régionale de qualité, avec plusieurs joueurs du crû évoluant en équipe fanion[réf. nécessaire].

## Histoire
Le Football Club Monthey est créé en 1910.

## Comité d'administration
En août 2015, trois membre du comité démissionnent.

## Joueurs notables
- Philippe Pottier, international suisse formé au club[5] ;
- Berkan Kutlu, international turque formé au club et ayant joué pour la première équipe entre 2016 et 2018[6].